# Шабаев, Матвей Брониславович
Матвей Брониславович Шабаев (род. 13 апреля 1968 года, Вологда, Вологодская область, РСФСР, СССР) — российский художник-график, член-корреспондент РАХ (2023).

## Биография
Родился 13 апреля 1968 года в Вологде, живёт и работает в Москве.
В 1987 году — окончил Ярославское художественное училище.
В 1995 году — окончил графический факультет Московского государственного академического художественного института имени В. И. Сурикова, мастерская станковой графики под руководством профессора Н. А. Пономарёва.
С 1996 по 1999 годы — проходил стажировку в Творческой мастерской Российской академии художеств под руководством А. Д. Шмаринова.
С 1996 года — член Союза художников России, с 2000 года — член Московского союза художников, с 2001 года — член Творческого союза художников России.
В 2023 году — присвоено учёное звание доцента.
В 2023 году — избран членом-корреспондент Российской академии художеств от Отделения графики.
С 2000 года — преподаватель кафедры рисунка, с 2018 года — заведующий кафедрой графики и композиции, с 2013 года — доцент Московского государственного академического художественного института имени В. И. Сурикова.

## Творческая деятельность
Основные произведения:
- «Пасмурно» (1995, бумага, цветной карандаш, 23*32,5);
- «В гостях у соседа» (2000, бумага, цветной карандаш, 45*55);
- «Окна» (2000, бумага, цветной карандаш, 20*30);
- «Сад» (2004, бумага, цветной карандаш, 25*35)
- «Дождь» (2005, бумага, цветные карандаш, 20*30);
- «Утро» (2005, бумага, цветной карандаш, 20*25);
- «За столом» (2007, бумага, цветной карандаш, 38*72);
- «Натюрморт» (2012, бумага, смешанная техника, 40*25), «Сестра» (2015, бумага, цветной карандаш, 60*61), «Лето в Хвалынске» (2016, бумага, цветной карандаш, 58*66) и многие другие.

Произведения находятся в собраниях Вологодского областного краеведческого музея, Кирилло-Белозерского историко-архитектурного и художественного музея-заповедника.
Участник всероссийских, московских выставок с 1996 года. Персональные выставки: «Вглядываясь вдаль» в читальном зале библиотеки МГАХИ имени В. И. Сурикова (Москва, 2018); «Светлые дни» в арт-пространстве «Библио-Глобус Арт» (Москва, 2023).

## Награды
- Заслуженный художник Российской Федерации (2020)
- Грамота Патриарха Московского и всея Руси (2007)
- Почётная грамота Министерства образования и науки Российской Федерации (2011)

Награды РАХ:
- Благодарность РАХ (2008)
- Диплом РАХ (2011)
- Золотая медаль РАХ (2021)